# Allmän ärtmussla
Allmän ärtmussla (Pisidium casertanum) är en musselart som först beskrevs av Giuseppe Saverio Poli 1791.  Allmän ärtmussla ingår i släktet Pisidium och familjen ärtmusslor. IUCN kategoriserar arten globalt som livskraftig. Arten är reproducerande i Sverige. Inga underarter finns listade i Catalogue of Life.